# James Sie
James Sie (ur. 18 grudnia 1962 w Summit) – amerykański aktor komediowy i głosowy pochodzenia chińskiego, były futbolista. Jest oficjalnym dublerem głosowym Jackiego Chana, użyczał mu również głosu w serialu animowanym Przygody Jackie Chana.

## Wybrana filmografia

### Filmy
- 1996: Reakcja łańcuchowa – Ken Lim
- 1998: Wydział pościgowy – Vincent Ling
- 2001: Ghost World
- 2007: Scooby Doo i śnieżny stwór – Pemba Sherpa

### Seriale
- 2000: Świat nonsensów u Stevensów – Lana Dagchen
- 2003: Bez śladu – Walter
- 2005–2009: Wzór –
  - agent FBI,
  - technik laboratoryjny,
  - technik FBI,
  - technik
- 2012: Z kopyta – Yin Chen

### Role głosowe
- 2000–2005: Przygody Jackie Chana –
  - Jackie Chan,
  - Shendu,
  - Chow
- 2001: Strażnicy czasu – Konfucjusz
- 2003–2006: Danny Phantom –
  - Kwan,
  - Camper,
  - Alarm
- 2004: Liga Sprawiedliwych bez granic –
  - Generał Kwan,
  - Smok Wiatru
- 2005: Jimmy Neutron: mały geniusz –
  - Yoo Yee,
  - Starszy mnich,
  - Ninja
- 2005: A.T.O.M. Alpha Teens On Machines – Terrence Yao
- 2005–2008: Awatar: Legenda Aanga –
  - kupiec kapusty,
  - Oyaji
- 2005: Co nowego u Scooby’ego? – Louie Hong Fa
- 2006: Epoka lodowcowa 2: Odwilż – tata jeleń
- 2006: W.I.T.C.H. Czarodziejki – Chen Lin
- 2006: Złota Rączka – Pan Chu
- 2006: Podwójne życie Jagody Lee – Kai Yee
- 2006–2008: Wymiennicy – Mistrz Pho
- 2007: Mroczne przygody Billy’ego i Mandy – Krowa
- 2008: Tajemniczy Sobotowie – Shoji Fuzen
- 2008: Kung Fu Panda: Sekrety Potężnej Piątki – ojciec Żmii
- 2009: Zagroda według Otisa – krowa Kobe
- 2009: Wolverine and the X-Men –
  - Lider Yakuzy,
  - Ninja Yakuzy,
  - Sensei Ogun
- 2009: Batman: Odważni i bezwzględni –
  - Atom,
  - Dyna-Mite
- 2010: Zwyczajny serial – Jimmy
- 2010: Ni Hao Kai Lan – Król Lis
- 2011: Akwalans – kolczasty ninja
- 2011: The Chicago Code – Daniel
- 2011–2016: Kung Fu Panda: Legenda o niezwykłości –
  - Małpa,
  - różne postacie
- 2012: Wojownicze Żółwie Ninja – Tsoi
- 2012–2013: Legenda Korry –
  - Lau Gan-Lan,
  - Abbot Shung
- 2013–2016: Jej Wysokość Zosia –
  - Cesarz Quon,
  - Lawrence
- 2015–2017: Miles z przyszłości – Gong Gong
- 2018: Fancy Nancy Clancy – Pan Chen
- 2019: Jak wytresować smoka 3 – Chaghatai Khan
- 2019: Lwia Straż –
  - Smun,
  - Sahasi
- 2019: Harmidom –
  - Klient,
  - Kelner
- 2021: Carmen Sandiego – Huang Li
- 2024: Kung Fu Panda 4